# Ferdinand Frédéric Auguste de Wurtemberg
Le duc Ferdinand Frédéric Auguste de Wurtemberg, né le 22 octobre 1763 et mort le 20 janvier 1834, est le cinquième fils de Frédéric-Eugène de Wurtemberg et un général au service de la monarchie de Habsbourg durant les guerres de la Révolution française et les guerres napoléoniennes.

## Biographie
Il commence sa carrière militaire en tant qu'Oberstleutnant en 1781. Promu général-major en 1788, il combat à Belgrade au cours de la guerre austro-turque de 1788-1791. Pendant la guerre de la première coalition, il mène ses troupes à Neerwinden et a le commandement lors du siège de Condé en 1793.
En mars 1796, il est promu Feldzeugmeister mais est vaincu peu après par les Français à la bataille d'Altenkirchen, ce qui incite l'archiduc Charles à lui retirer son commandement en juin. Élevé au grade de Generalfeldmarschall en 1805, il n'occupe plus que des commandements à l'intérieur jusqu'à la fin de sa carrière militaire. Il est titulaire (Inhaber) d'un régiment d'infanterie autrichien de 1785 à 1809, puis d'un deuxième régiment d'infanterie de 1809 jusqu'à sa mort en 1834. Son frère aîné est le roi Frédéric Ier de Wurtemberg ; un frère cadet, le duc Alexandre de Wurtemberg, est un général au service de l'Empire russe.